# Shape Of Love
Shape Of Love (c англ. —«Формула Любви»; стилизуется как SHAPE of LOVE) — одиннадцатый мини-альбом южнокорейского хип-хоп бой-бэнда Monsta X, вышедший 26 апреля 2022 года на лейбле Starship Entertainment и Kakao Entertainment

## Выход и продвижение
Впервые об альбоме было объявлено 24 марта 2022 года в официальных социальных сетях группы, релиз должен был выйти 11 апреля. 28 марта участники группы начали заболевать COVID-19 и альбом был отложен на 26 апреля. В день выхода альбома вышла экранизация в виде клипа на трек «Love».
26 апреля состоялся физический релиз на CD в четырёх версиях Love, Originality, Vide и Everything.

## Приём

### Коммерческий успех
Мини-альбом дебютировал на третьем месте в южнокорейском чарте Gaon Album Chart и был продан тиражом больше 402 000 копий. В первый день продаж в Hanteo Chart альбом занял первое место, также Monsta X получили серебряную сертификацию в Hanteo Chart за продажу более 325 000 копий в первую неделю выпуска релиза. В 15 странах мира альбом поднялся на первые места в iTunes.
| Оценки критиков | Оценки критиков |
| Источник        | Оценка |
| --------------- | --- |
| NME             | 4 из 5 звёзд · 4 из 5 звёзд · 4 из 5 звёзд · 4 из 5 звёзд · 4 из 5 звёзд                                                                                      |
| Clash           | 7 из 10 звёзд · 7 из 10 звёзд · 7 из 10 звёзд · 7 из 10 звёзд · 7 из 10 звёзд · 7 из 10 звёзд · 7 из 10 звёзд · 7 из 10 звёзд · 7 из 10 звёзд · 7 из 10 звёзд |

### Реакция критиков
Райан Дейли, рецензент издания NME пишет, что если судить по записи то, группа считает, что «любовь полна жгучей страсти», песню «Breathe» он охарактеризовал как «старомодную» и считает, что она изображает физические ощущения человека и приводит в пример покраснение «от лица до легких», которые пытаются не отставать от сердцебиения. «Огню не нужно много времени, чтобы выйти из-под контроля и превратиться в разрушительное пламя» — пишет критик переходя к песне «Wildfire» он считает, что композиция исследует момент когда «любовь превращается в боль». Далее, он переходит к песне «And», называя её унылой и называет её жанром поп-рок, «меланхоличные гитарные мелодии бросают серый свет на трек, но не вызывают ничего интересного при этом» — пишет Райан про неё. Композицию «사랑한다» он считает эмоциональной, предлагающую «слегка булькающую поп-музыку со вспышками синтезаторов, вызывающих легкую эйфорию». Заглавную песню «Love» по его мнению, самая эмоциональная на пластинке, которая «перескакивает» от жанров R&B к «зажигательному» хип-хопу, от «завораживающих джазовых интермедий» до «медленного саксофонового соло». Робин Мюррей из Clash считает, что заглавная песня «Love» «поддерживается раскаленными флюидами хип-хопа 90-х, отфильтровывая элементы бум-бэпа через линзу R&B», в песне «Wildfire» отмечается «многослойный вокал и мощная лирика». «AND», по мнению критика, возглавляется гитарными партиями «стадионного уровня», «напоминающие Coldplay но в определённом контексте K-pop». Подытожив, рецензент пишет «Shape Of Love наполнена острыми ощущениями для фанатов, представляющая собой шуструю шеститрековую игру, демонстрирующую неизменное мастерство Monsta X».

## Продвижение
Monsta X выступили на нескольких музыкальных программах, таких как M Countdown от Mnet пятого мая, Music Bank от KBS2 шестого мая, Show! Music Core от MBC седьмого мая и Inkigayo от SBS восьмого мая.

## Композиции
Минхёк на интервью изданию OSEN заявил, что этот альбом затрагивает формы любви, пытающийся запечатлеть, которые существуют в мире. Хёнвон, работавший над композицией «Burning Up» говорит в интервью, что он и R3hab пытались выразить «любовь и страсть», в то время как «Wildfire» контрастирует с этим треков, выражая чувство от испорченной любви и боль. В третьей композиции альбома «Breathe» выражается чувство любви, превращающаяся в боль. «사랑한다» выражает чувство любви к своим поклонникам, которых они называют Monbebe. Им Чангюн, работавший над словами и музыкой для трека «And» в интервью сказал, что во время написании трека у него была эмоциональная нагрузка и она была написана в «немного тяжёлом состоянии», но как говорит сам рэпер это было полезно.

### Список композиций
| №                   | Название                         | Текст песни                                             | Музыка                                              | Длительность |
| ------------------- | -------------------------------- | ------------------------------------------------------- | --------------------------------------------------- | ------------ |
| 1.                  | «Love»                           | Чжухон, Ye-Yo!, I.M, Laser, Roydo, Brother Su           | Чжухон, Ye-Yo!, Laser, Roydo                        | 3:35         |
| 2.                  | «Burning Up» (совместно с R3hab) | Хёнвон, Jantine Annike Heij, Justin Oh                  | Хёнвон, Jantine Annike Heij, Justin Oh, R3hab       | 3:20         |
| 3.                  | «Breathe»                        | Liljune, Ryan S. Jhun, LordQuest, Kso Jaynes, P. Wright | Ryan S. Jhun, LordQuest, Kso Jaynes, P. Wright      | 2:22         |
| 4.                  | «Wildfire»                       | Хёнвон, Jantine Annike Heij, Justin Oh, Чжухон, I.M     | Хёнвон, Jantine Annike Heij, Justin Oh, Чжухон, I.M | 3:38         |
| 5.                  | «사랑한다»                       | Чжухон, Ye-Yo!, I.M, Laser                              | Чжухон, Ye-Yo!,Bae Ki-hyun, Laser                   | 3:26         |
| 6.                  | «And»                            | I.M, Yoonseok, Wooki                                    | I.M, Yoonseok, Wooki                                | 2:56         |
| Общая длительность: | Общая длительность:              | Общая длительность:                                     | Общая длительность:                                 | 19:20        |

## Чарты
| Чарты (2022)                     | Высшая позиция |
| -------------------------------- | -------------- |
| Япония (Japanese Albums, Oricon) | 8              |
| Мир (iTunes)                     | 1              |

## Cертификации и продажи
| Страна           | Сертификация | Продажи |
| ---------------- | ------------ | ------- |
| Республика Корея | Платиновая   | 402 000 |